# Triarchy of the Lost Lovers
Triarchy of the Lost Lovers treći je studijski album grčkog black metal-sastava Rotting Christ. Album je u travnju 1996. objavila diskografska kuća Century Media. Prvi je uradak skupine na kojem je primjetan jači utjecaj gothic metala.

## Popis pjesama
Tekstovi: Mutilator, glazba: Necromayhem.
| 1.    | »King of a Stellar War«         | 6:17 |
| 2.    | »A Dynasty from the Ice«        | 4:29 |
| 3.    | »Archon«                        | 4:09 |
| 4.    | »Snowing Still«                 | 5:44 |
| 5.    | »Shadows Follow«                | 4:37 |
| 6.    | »One with the Forest«           | 4:35 |
| 7.    | »Diastric Alchemy«              | 4:56 |
| 8.    | »The Opposite Bank«             | 5:56 |
| 9.    | »The First Field of the Battle« | 5:37 |
| 46:20 |                                 |      |

## Izvođači
- Necromayhem – vokal, gitara
- Necrosauron – bubnjevi
- Mutilator – bas-gitara

## Produkcijsko osoblje
- Harry Busse – slike
- Andy "Angelraper" Classen – produkcija, inženjer zvuka
- Carsten Drescher – grafički dizajn, dizajn
- Stephen Kasner – omot albuma, dizajn omota, grafički dizajn

## Vanjske poveznice
- Triarchy of the Lost Lovers na Discogsu